# Schoenomyza
Schoenomyza is een geslacht van insecten uit de familie van de echte vliegen (Muscidae), die tot de orde tweevleugeligen (Diptera) behoort.

## Soorten
- S. chrysostoma Loew, 1869
- S. dorsalis Loew, 1872
- S. lispina (Thomson, 1869)
- S. litorella (Fallén, 1823)
- S. nigriceps Huckett, 1966